# واين قاولد
واين قاولد (بالإنجليزية: Wayne Gould)‏ هو مبرمج وعالم حاسوب ومهندس وقاضي نيوزيلندي، ولد في 3 يوليو 1945 في Hāwera ‏ في نيوزيلندا.